# Attlebridge
Attlebridge est un village et une paroisse civile du Norfolk, en Angleterre. Il est situé dans le centre du comté, à une quinzaine de kilomètres au nord-ouest de la ville de Norwich. La rivière Wensum (en) le traverse. Administrativement, il relève du district de Broadland. Au recensement de 2011, il comptait 223 habitants.

## Étymologie
Attlebridge provient du vieil anglais brycg « pont », suffixé au nom de personne Ætla. Il est attesté sous la forme Atlebruge dans le Domesday Book, à la fin du XIe siècle.